# Kępina (Niepołomice)
Kępina – dawna osada, a dziś część osiedla Jazy w Niepołomicach, położona w jego południowo-wschodniej części. Od północy sąsiaduje z Wroniarką, od zachodu z Groblą, od południa z Poczynem, natomiast od wschodu z wsią Wola Batorska w gminie Niepołomice.
W rejonie tym występuje jedynie zabudowa jednorodzinna. Częścią Kępiny jest osiedle Kaptarz.